# Marcación decádica por pulsos

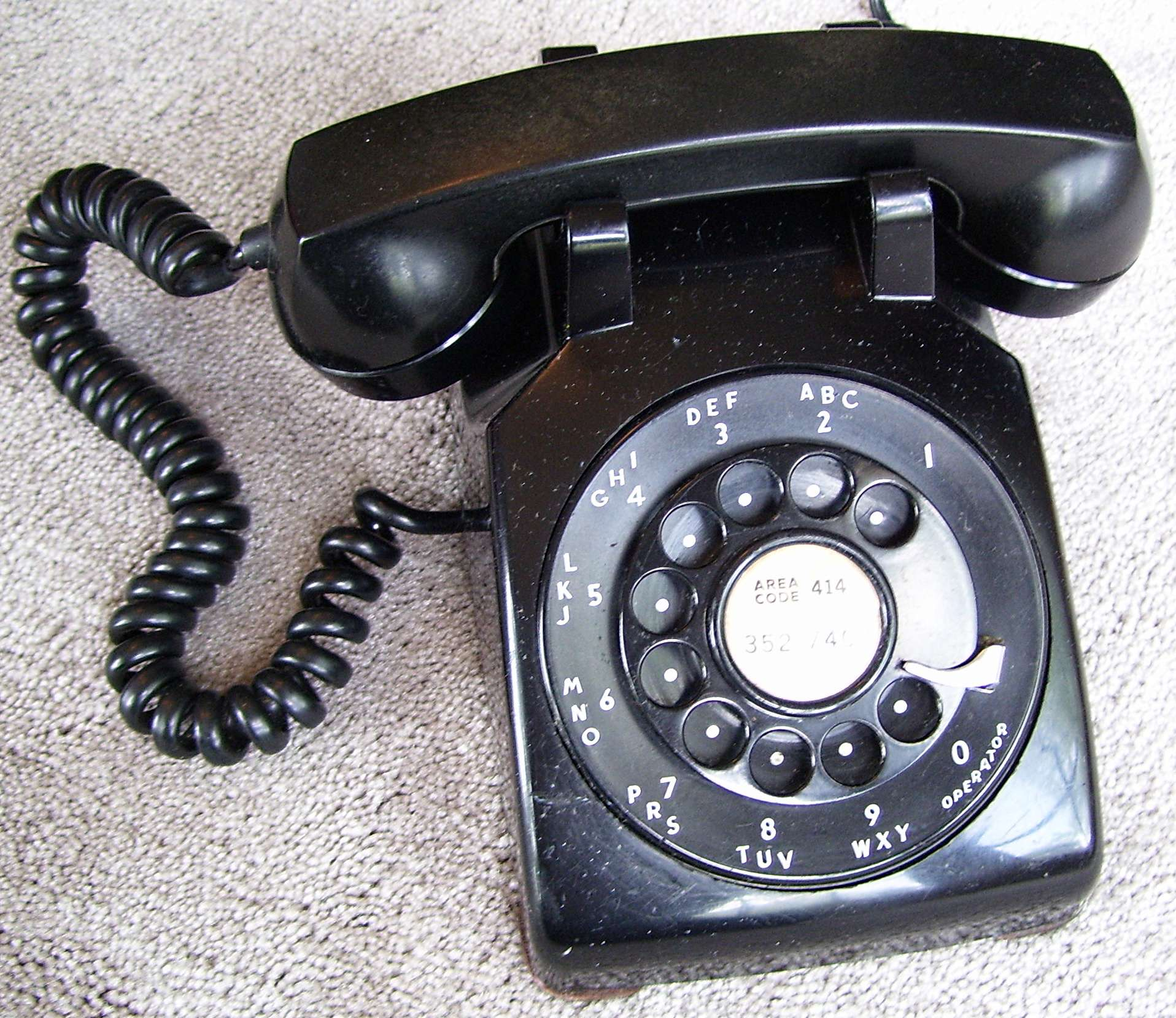
Teléfono Western Electric modelo 500 de marcación decádica por pulsos

La marcación decádica por pulsos es una tecnología de señalización en telecomunicaciones en la cual un circuito de bucle local es interrumpido de acuerdo a una codificación definida, usualmente un dígito. Cada uno de los diez dígitos es codificado en secuencias de hasta diez pulsos y de ahí su nombre. Históricamente, el dispositivo más común para producir estos pulsos es el disco de marcar del teléfono. Otro término, el de discado por desconexión de bucle, surge del método que se emplea que es el de la interrupción del circuito local.
La velocidad de generación de los pulsos, fue históricamente determinada basándose en el tiempo de respuesta necesario para que los sistemas de conmutación electromecánica operaran confiablemente. La mayoría de los sistemas telefónicos usó una velocidad de 10 pulsos/segundo, pero el discado por operador dentro y entre las centrales telefónicas a veces usaban velocidades de 20 pulsos/segundo.

## Primeras centrales automáticas

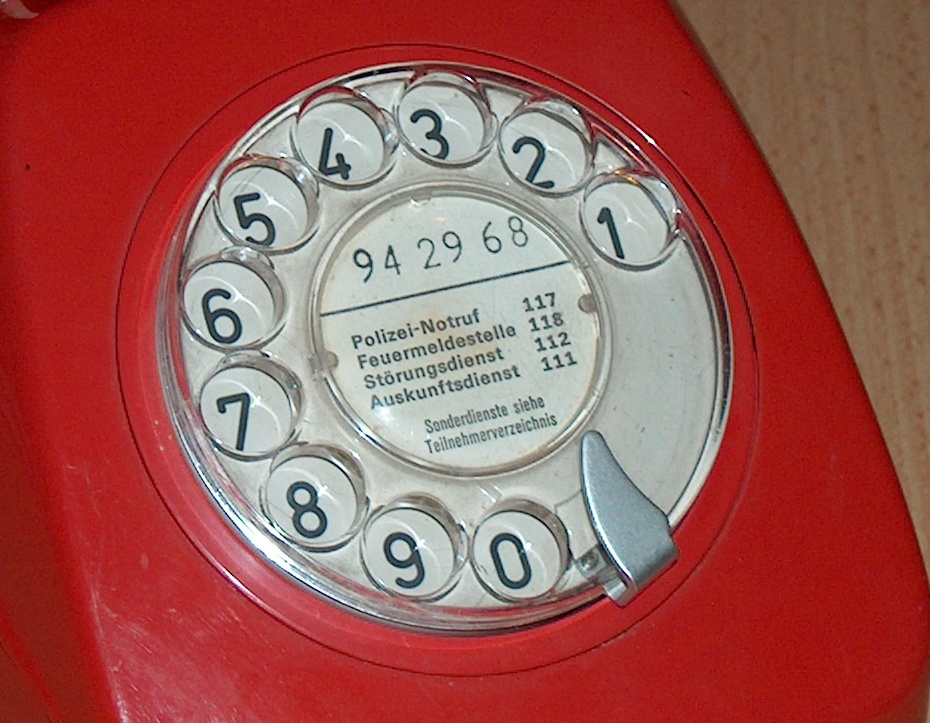
Una esfera de un teléfono suizo de los años 70 con números de emergencia: 117 (policía), 118 (bomberos), 112 (averías) y 111 (información). El 112 se ha convertido en el número de emergencia general y el 111 ya no se usa. También se indica que Suiza ha cambiado de números de seis a diez dígitos, conservando el código de área.

Los sistemas de centrales telefónicas automáticas fueron desarrollados al final del siglo XIX e inicios del XX. Para ser identificados, a los suscriptores del servicio les fue asignado un número telefónico único por cada circuito. La primera central telefónica automática diseñada por el empresario estadounidense Almon Brown Strowger y su sobrino Walter S. Strowger fue abierta en La Porte (Indiana), Estados Unidos el 3 de noviembre de 1892, con equipos fabricados por la compañía Strowger Automatic Telephone Exchange y utilizó aparatos telefónicos que tenían tres manipuladores telegráficos, que debían ser pulsados en un número adecuado de veces para controlar indicar al equipo de la central el número del receptor y un cuarto manipulador era usado, si el usuario se equivocaba al marcar. Sin embargo, el uso de ese sistema resultaba impráctico. El sistema más común de señalización fue el de la interrupción del bucle local mediante un tren de pulsos de corriente continua generado en los teléfonos de los suscriptores.....

## Disco de marcar

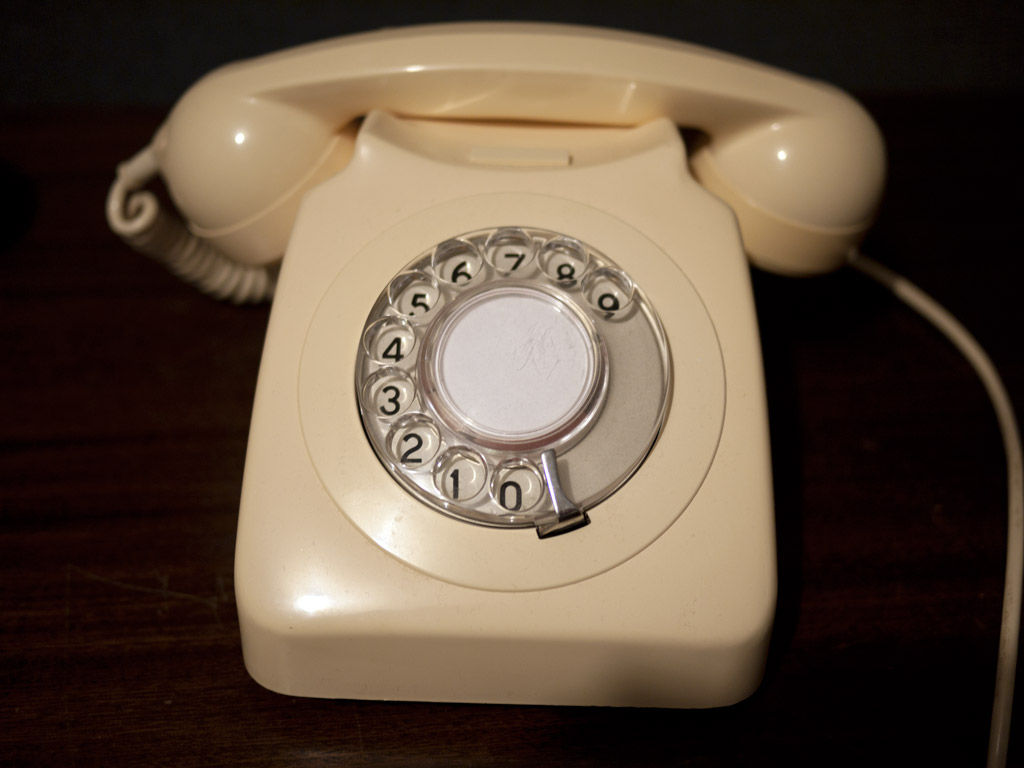
Teléfono de marcación decádica para Nueva Zelanda. Obsérvese la disposición de los dígitos, inversa del teléfono de Western Electric.

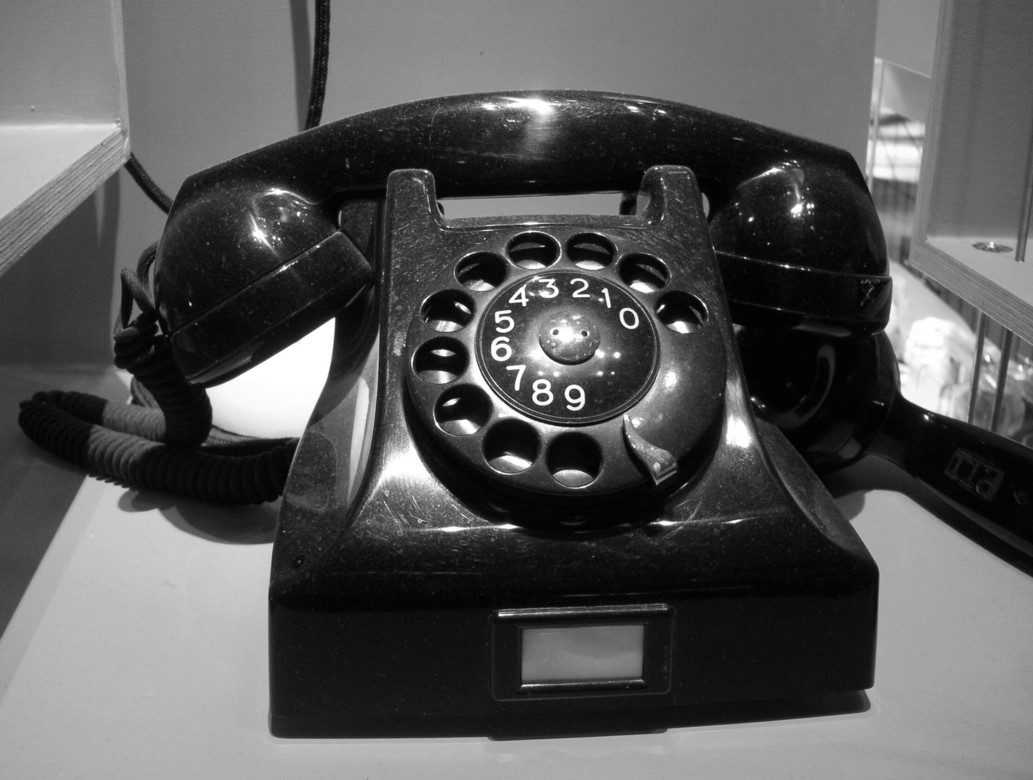
Teléfono de carcasa de baquelita para el mercado de Suecia, de la empresa Ericsson. Obsérvese que la posición del dígito "0" es diferente a la del teléfono de Western Electric.

En vista de lo inconveniente del sistema de pulsadores, el 11 de enero de 1898, a tres de los socios de la compañía de Almon Strowger, Alexander Keith, John y Charles Erickson se les concedió la patente 597.062 de «un dispositivo de llamada para centrales telefónicas»  en el cual se incluía un disco rotatorio para el marcado del teléfono de destino, pero este disco no tenía huecos sino bordes similares a los de una rueda dentada. Los pulsos eran enviados cuando el usuario giraba el disco hasta una posición de tope diferente para cada dígito transmitido. La operación libre de errores del disco requería de un movimiento de rotación suave por parte del usuario, pero este sistema se consideró poco fiable. Este mecanismo fue pronto refinado para incluir un resorte recuperador y un regulador centrífugo para controlar la velocidad de retroceso, innovación que ya aparecía en 1905.  El usuario seleccionaba un número mediante la inserción de un dedo en el orificio del disco giratorio correspondiente hasta un tope. Cuando se liberaba de esta posición, los contactos de marcación se abrían y cerraban varias veces, interrumpiendo así la corriente de bucle. La central telefónica decodificaba el patrón de cada dígito transmitido de este modo de transmisión mediante relés de paso o por acumulación en los llamados registradores de dígitos. Inicialmente, los discos de marcar se fabricaban de metal, hasta que el 3 de junio de 1941 la Oficina de Patentes de Estados Unidos concedió al estadounidense Frank A. Cosgrove, empleado de AT&T, la patente 2.244.609 por inventar un disco de plástico, que se convirtió en estándar en lo sucesivo.

## Velocidad de pulsos y codificación
Cuando el sistema de conmutación electromecánica aún estaba en uso, los pulsos de corriente generados por el disco giratorio activaban relés en los interruptores o conmutadores de la central telefónica. La naturaleza mecánica de estos relés y la capacitancia del bucle, afectaban la forma del pulso, limitando por lo general la velocidad de la operación a diez pulsos por segundo.
Las especificaciones de Bell Systems en EE. UU. requerían que el personal de servicio ajustara los discos de marcar en las equipos de los clientes con una precisión de 9,5 a 10,5 impulsos por segundo, pero la tolerancia de los equipos de conmutación era generalmente de entre 8 y 11 puntos porcentuales.
En algunos teléfonos, los pulsos se pueden escuchar en el receptor como chasquidos. Cada dígito está representado por un número diferente de pulsos. En la mayoría de los países, un pulso identifica al dígito 1, dos pulsos al 2, y así sucesivamente, con diez pulsos para el dígito 0; lo que hace que el código sea unario, excepto para el dígito 0. Excepciones a esto, ocurrieron en Suecia, con un solo pulso para 0, dos pulsos para 1, y así sucesivamente; y en Nueva Zelanda, con diez pulsos para 0, nueve pulsos para 1, etc. En Oslo, la capital de Noruega, se usó el sistema de marcación del sistema de Nueva Zelanda, pero el resto del país no lo hizo. Los sistemas que utilizan esta codificación de los 10 dígitos en una secuencia de hasta 10 pulsos, se conocen a veces como sistemas de marcación decádicos.
Más tarde, algunos sistemas de conmutación utilizaron registros de dígitos que duplicaron la tasa de pulsos permisible a 20 pulsos por segundo, y que reducían la pausa entre dígitos, ya que la selección del interruptor no tenía que ser completada durante la pausa. Algunos de estos sistemas incluyeron centrales de barras cruzadas, la versión 7A2 del sistema de conmutación Rotary, y las primeras centrales telefónicas de la década de 1970 de control por programa almacenado.

## Tecnologías reemplazantes
En 1963, Bell System introdujo la tecnología de marcación por tonos conocida también como DTMF (Dual-Tone Multifrequency, en idioma inglés) bajo la marca registrada Touch-Tone utilizando teléfonos con teclado. En las décadas siguientes, la marcación por pulsos se ha ido suprimiendo gradualmente como método de señalización primaria a la central telefónica, pero muchos sistemas siguen apoyando teléfonos de disco para ofrecer compatibilidad. Algunos modelos de teléfonos de teclado tienen un interruptor para seleccionar la marcación por tonos o pulsos.
En los sistemas de voz sobre Protocolo de Internet (VoIP), la marcación de dígitos se puede sustituir por completo al iniciar una llamada telefónica mediante la especificación del identificador de recursos uniforme del receptor.